# H. H. Price
Henry Habberley Price (Neath, Glamorganshire, 17 maig 1899 − 26 novembre 1984) va ser un filòsof gal·lès, conegut pel seu treball sobre la percepció. També va escriure sobre la parapsicologia.
Nascut a Neath, Gal·les, Price va ser educat en Winchester College i New College, Oxford. Es va convertir en professor a Wykeham de lògica, i membre del New College, el 1935. Price va ser president de la Societat aristotèlica des de 1943 fins a 1944.
Price és conegut pel seu treball sobre la filosofia de la percepció. En el seu llibre El pensament i l'experiència, es mou a partir de la percepció al pensament i advoca pel coneixement conceptual. Els Conceptes es consideren un tipus de capacitat intel·lectual, que es manifesta en els contextos de percepció com la capacitat de reconeixement. Per a Price, els conceptes no són una espècie d'entitat mental o representació. L'atractiu principal és una espècie de memòria diferent de record de l'esdeveniment. Va morir a Oxford.

## Obres fonamentals
- Perception (1932)
- Truth and Corrigibility (1936)
- Hume's Theory of the External World (1940)
- Thinking and Representation.(1946) Hertz Trust Philosophical lecture, British Academy
- Thinking and Experience (1953; second edition, 1969)
- Belief (1969) (1959-61 Gifford Lectures, online)
- Essays in the Philosophy of Religion, based on the Sarum lectures 1971 (1972)
- Philosophical Interactions with Parapsychology: The Major Writings of H. H. Price on Parapsychology and Survival (1995) editor Frank B. Dilley
- Collected Works of Henry H. Price (1996)
- Thinking and Experience, and Some Aspects of the Conflict between Science and Religion (1996)